# Rada Legislacyjna
Rada Legislacyjna przy Prezesie Rady Ministrów – organ opiniodawczo-doradczy Rady Ministrów i Prezesa Rady Ministrów istniejący od 1972 roku, jako zespół teoretyków i praktyków prawa powoływany przez premiera spośród wybitnych przedstawicieli nauki i praktyki prawa. Ma za zadanie opiniowanie założeń i projektów ważniejszych ustaw kierowanych pod obrady Sejmu (inicjatywa ustawodawcza rządu). Działa na podstawie ustawy o Radzie Ministrów i wydanego na jej podstawie rozporządzenia Prezesa Rady Ministrów.
Rada Legislacyjna wydaje kwartalnik Przegląd Legislacyjny, w którym publikowane są artykuły dotyczące tworzenia prawa oraz wybrane opinie Rady Legislacyjnej.

## Członkowie Rady Legislacyjnej
Według:

## Skład Rady Legislacyjnej I kadencji (1973–1976)
- prof. Włodzimierz Berutowicz (Minister Sprawiedliwości) – przewodniczący
- prof. Zygmunt Rybicki – zastępca przewodniczącego
- Jerzy Bafia (I Prezes Sądu Najwyższego), Lucjan Czubiński (Prokurator Generalny PRL), Wincenty Kawalec (Minister Sprawy, Płac i Spraw Socjalnych), prof. Adam Łopatka, Bronisław Ostapczuk (Podsekretarz Stanu w URM), prof. Ludwik Bar, prof. Remigiusz Bierzanek, prof. Marian Błażejczyk, prof. Kazimierz Buchała, prof. Witold Czachórski, prof. Jan Kosik, Stanisław Kowalczyk (Minister Spraw Wewnętrznych), prof. Kazimierz Opałek, prof. Zbigniew Radwański, prof. Zbigniew Salwa, prof. Kazimierz Siarkiewicz, prof. Władysław Siedlecki, prof. Wiesław Skrzydło, prof. Jerzy Starościak, prof. Andrzej Wasilkowski, prof. Marian Weralski i prof. Sylwester Zawadzki.

## Skład Rady Legislacyjnej II kadencji (1976–1980)
- prof. Jerzy Bafia (Minister Sprawiedliwości) – przewodniczący,
- prof. Zygmunt Rybicki – wiceprzewodniczący
- członkowie: prof. Włodzimierz Berutowicz (I Prezes Sądu Najwyższego), Lucjan Czubiński (Prokurator Generalny PRL), Janusz Wieczorek (Szef URM), Marian Janicki (Komendant Główny Milicji Obywatelskiej), prof. Adam Łopatka, Bronisław Ostapczuk (Podsekretarz Stanu w URM), Edward Zachajkiewicz (Prezes Państwowego Arbitrażu Gospodarczego), prof. Ludwik Bar, prof. Marian Błażejczyk, prof. Kazimierz Buchała, prof. Witold Czachórski, prof. Jerzy Jakubowski, prof. Krystyna Jandy-Jendrośka, prof. Jan Kosik, prof. Wiesław Lang, prof. Zbigniew Radwański, prof. Zbigniew Salwa, prof. Kazimierz Siarkiewicz, prof. Władysław Siedlecki, prof. Wiesław Skrzydło, prof. Jerzy Służewski, prof. Karol Sobczak, prof. Mieczysław Tyczka, prof. Marian Weralski, prof. Witold Zakrzewski, prof. Sylwester Zawadzki i prof. Adam Zieliński

## Skład Rady Legislacyjnej III kadencji (1980–1984)
- Jerzy Bafia (Minister Sprawiedliwości) – przewodniczący,
- prof. Zygmunt Rybicki i prof. Wacław Szubert – wiceprzewodniczący
- członkowie: prof. Włodzimierz Berutowicz (I Prezes Sądu Najwyższego), Lucjan Czubiński (Prokurator Generalny PRL), Janusz Wieczorek (Szef URM) – zm. 1981, Marian Janicki (Podsekretarz Stanu w Ministerstwie Spraw Wewnętrznych), prof. Adam Łopatka, Bronisław Ostapczuk (Podsekretarz Stanu w URM), Edward Zachajkiewicz (Prezes Państwowego Arbitrażu Gospodarczego), prof. Ludwik Bar, prof. Witold Czachórski, prof. Jerzy Jakubowski, prof. Krystyna Jandy-Jendrośka, prof. Jan Kosik, prof. Zbigniew Leoński, prof. Marek Madey, prof. Ryszard Malinowski, prof. Zbigniew Radwański, prof. Zbigniew Salwa, prof. Kazimierz Siarkiewicz, prof. Władysław Siedlecki, prof. Wiesław Skrzydło, prof. Jerzy Służewski, prof. Karol Sobczak, prof. Andrzej Stelmachowski, prof. Marian Weralski, prof. Witold Zakrzewski, prof. Sylwester Zawadzki i prof. Adam Zieliński

## Skład Rady Legislacyjnej IV kadencji (1984–1987)
- prof. Sylwester Zawadzki – przewodniczący do marca 1986, prof. Zbigniew Radwański – przewodniczący od marca 1986
- członkowie: prof. Jerzy Bafia, dr Bohdan Zdziennicki, prof. Kazimierz Buchała, prof. Andrzej Całus, prof. Jerzy Harasimowicz, prof. Jerzy Ignatowicz, prof. Czesław Jackowiak, prof. Jerzy Jodłowski, prof. Alfred Klein, prof. Jan Kosik, prof. Cezary Kosikowski, prof. Zbigniew Leoński, prof. Ryszard Malinowski, prof. Feliks Prusak, prof. Zbigniew Salwa, prof. Władysław Siedlecki, prof. Jerzy Służewski, prof. Karol Sobczak, prof. Wojciech Sokolewicz, prof. Stanisław Sołtysiński, prof. Mieczysław Sośniak, prof. Tadeusz Szymczak, prof. Janusz Symonides, prof. Stanisław Włodyka, prof. Jerzy Wróblewski, prof. Zdzisław Czeszejko-Sochacki, prof. Henryk Groszyk, Łucja Lapierre (arbiter Głównej Komisji Arbitrażowej), prof. Ewa Łętowska, Zenon Młyńczyk, Janusz Pietrzykowski (sędzia Sądu Najwyższego), Janina Polony (sędzia Sądu Najwyższego), dr Eugeniusz Stobiecki, Tadeusz Szymanek (Prezes Izby Pracy i Ubezpieczeń Społecznych Sądu Najwyższego), dr Jerzy Świątkiewicz (Wiceprezes NSA), dr Ryszard Zelwiański, dr Józef Zych, prof. Tadeusz Chrustowski (powołany w trakcie kadencji), Andrzej Elbanowski (powołany w trakcie kadencji), dr Kazimierz Łojewski (powołany w trakcie kadencji) i prof. Adam Zieliński (powołany w trakcie kadencji)

## Skład Rady Legislacyjnej V kadencji (1987–1989)
- prof. Zbigniew Radwański – przewodniczący,
- prof. Jerzy Bafia, prof. Zbigniew Salwa i prof. Wojciech Sokolewicz – zastępcy przewodniczącego
- członkowie: prof. Andrzej Bierć, dr Bogdan Bartosik, prof. Janusz Borkowski, prof. Maria Borucka-Arctowa, prof. Andrzej Całus, prof. Tadeusz Chrustowski, prof. Lech Garlicki, prof. Jerzy Ignatowicz, prof. Czesław Jackowiak, dr Zdzisław Jarosz, prof. Adam Jaroszyński, prof. Jerzy Jodłowski, prof. Alfred Klein, prof. Cezary Kosikowski, Jerzy Kościołek, prof. Andrzej Kubas, Andrzej Kurowski, prof. Zbigniew Leoński, prof. Teofil Leśko, prof. Aleksander Lichorowicz, prof. Ewa Łętowska, dr Kazimierz Łojewski, prof. Andrzej Murzynowski, prof. Eugeniusz Ochendowski, prof. Maksymilian Pazdan, prof. Kazimierz Piasecki, prof. Eugeniusz Piontek, prof. Włodzimierz Piotrowski, Janina Polony, prof. Walerian Sanetra, prof. Feliks Siemieński, prof. Józef Skąpski, prof. Karol Sobczak, dr Jerzy Świątkiewicz, prof. Janusz Symonides, prof. Jan Szreniawski, Tadeusz Szymanek (sędzia Sądu Najwyższego), prof. Janusz Trzciński, Bogusław Ujma, prof. Andrzej Wasilewski, prof. Andrzej Wasilkowski, prof. Jan Waszczyński, prof. Józef Wąsik, prof. Władysław Wepsięć, prof. Sylwester Wójcik, prof. Sławomira Wronkowska-Jaśkiewicz, prof. Jerzy Wróblewski, dr Stanisław Wyciszczak, prof. Sylwester Zawadzki, dr Bohdan Zdziennicki, dr Ryszard Zelwiański, prof. Adam Zieliński, dr Józef Zych, prof. Czesława Żuławska.

## Skład Rady Legislacyjnej VI kadencji (1989–1992)
- prof. Zbigniew Radwański – przewodniczący,
- prof. Czesława Żuławska, dr Jerzy Świątkiewicz i prof. Andrzej Gwiżdż – wiceprzewodniczący
- członkowie: prof. Andrzej Bierć, prof. Ludwik Bar, prof. Stanisław Biernat, prof. Andrzej Całus, prof. Wiesław Chrzanowski, prof. Witold Czachórski, prof. Wiesław Daszkiewicz, prof. Tomasz Dybowski, prof. Lech Garlicki, prof. Maria Gintowt-Jankowicz, prof. Stefan Grzybowski, prof. Jerzy Ignatowicz, prof. Czesław Jackowiak, dr hab. Jerzy Jasiński, prof. Alfred Klein, prof. Cezary Kosikowski, prof. Andrzej Kubas, prof. Leszek Kubicki, prof. Michał Kulesza, prof. Aleksander Lichorowicz, prof. Jerzy Makarczyk, prof. Andrzej Murzynowski, Alicja Nalewajko (sędzia Sądu Najwyższego), adw. Jan Olszewski, prof. Maksymilian Pazdan, prof. Kazimierz Piasecki, prof. Michał Seweryński, prof. Wojciech Sokolewicz, prof. Józef Skąpski, prof. Stanisław Sołtysiński, prof. Wacław Szubert, Tadeusz Szymanek (sędzia Sądu Najwyższego), prof. Andrzej Wasilewski, prof. Andrzej Wasilkowski, prof. Jan Waszczyński, prof. Stanisław Włodyka, prof. Jerzy Wróblewski, prof. Sławomira Wronkowska-Jaśkiewicz, prof. Mirosław Wyrzykowski, prof. Janina Zakrzewska, prof. Sylwester Zawadzki, dr Ryszard Zelwiański, prof. Zygmunt Ziembiński, prof. Andrzej Zoll i Jacek Żuławski

## Skład Rady Legislacyjnej VII kadencji (1994–1998)
- prof. Andrzej Gwiżdż – przewodniczący,
- prof. Cezary Kosikowski i prof. Andrzej Całus – wiceprzewodniczący
- członkowie: prof. Leszek Kubicki, prof. Zbigniew Radwański, prof. Kazimierz Działocha, dr Jerzy Świątkiewicz, adw. Maciej Bednarkiewicz, prof. Andrzej Bierć, prof. Wiesław Daszkiewicz, prof. Kazimierz Działocha, prof. Józef Frąckowiak, prof. Stanisław Gebethner, prof. Henryk Groszyk, prof. Hubert Izdebski, prof. Adam Jaroszyński, prof. Marian Kępiński, prof. Dariusz Kijowski, prof. Alfred Klein, prof. Kazimierz Kruczalak, prof. Maria Kruk-Jarosz, prof. Adam Łopatka, prof. Andrzej Mączyński, prof. Józef Okolski, adw. Władysław Pociej, prof. Aleksander Ratajczak, prof. Michał Seweryński, prof. Jan Szachułowicz, dr Jerzy Świątkiewicz, prof. Andrzej Wasilewski, prof. Andrzej Wasilkowski, prof. Piotr Winczorek, prof. Sławomira Wronkowska-Jaśkiewicz, prof. Mirosław Wyrzykowski, dr Ryszard Zelwiański, prof. Maciej Zieliński, prof. Tadeusz Zieliński i Jacek Żuławski

## Skład Rady Legislacyjnej VIII kadencji (1998–2002)
- prof. Andrzej Zoll – przewodniczący do 19 lipca 2000,
- prof. Andrzej Szajkowski – przewodniczący od 20 lipca 2000,
- prof. Krzysztof Pietrzykowski – wiceprzewodniczący
- członkowie: prof. Andrzej Bierć, prof. Stanisław Biernat, prof. Władysław Czapliński, prof. Lech Garlicki, prof. Marian Kępiński, prof. Aleksander Lichorowicz, prof. Ryszard Mastalski, prof. Stanisław Piątek, Aleksander Proksa, prof. Michał Seweryński, prof. Renata Szafarz, prof. Stanisław Waltoś, prof. Zbigniew Witkowski, prof. Sławomira Wronkowska-Jaśkiewicz i prof. Mirosław Wyrzykowski

## Skład Rady Legislacyjnej IX kadencji (2002–2006)
- prof. Janusz Trzciński – przewodniczący do 5 maja 2004
- prof. Cezary Kosikowski – przewodniczący od 26 maja 2004,
- prof. Lech Garlicki i prof. Stanisław Gebethner – wiceprzewodniczący
- członkowie: prof. Andrzej Bierć, prof. Władysław Czapliński, prof. Paweł Czechowski, prof. Zdzisław Czeszejko-Sochacki (zm. 2002), prof. Kazimierz Działocha, prof. Józef Frąckowiak, prof. Małgorzata Gersdorf, prof. Jan Grabowski, prof. Roman Hauser, prof. Marian Kępiński, prof. Krzysztof Kolasiński (zm. 2003), prof. Aleksander Lichorowicz, prof. Ryszard Mastalski, Aleksander Proksa, prof. Michał Seweryński, prof. Zygfryd Siwik, prof. Jan Wawrzyniak, prof. Sławomira Wronkowska-Jaśkiewicz, prof. Andrzej Wróbel i prof. Adam Zieliński

## Skład Rady Legislacyjnej X kadencji (2006–2010)
Skład według
- prof. dr hab. Bogusław Banaszak (Uniwersytet Wrocławski) – przewodniczący (od 29 maja 2006),
- dr Bolesław Banaszkiewicz – wiceprzewodniczący od 9 października 2006 do 1 października 2007, członek od 1 października 2006
- prof. dr hab. Cezary Mik (Uniwersytet Kardynała Stefana Wyszyńskiego) – wiceprzewodniczący od 1 czerwca 2008 do 15 marca 2010, członek od 29 maja 2006
- mgr Jolanta Rusiniak – sekretarz, od 29 maja 2006
- dr Beata Bieńkowska, od 4 lipca 2007 do 21 września 2007
- prof. dr hab. Ludwik Florek (Uniwersytet Warszawski), od 45 lutego 2007
- ks. dr hab. Sławomir Fundowicz prof. KUL (Katolicki Uniwersytet Lubelski), od 1 lipca 2008
- prof. Mirosław Granat (Uniwersytet Kardynała Stefana Wyszyńskiego), od 5 lutego 2007 do 5 czerwca 2007
- prof. Zbigniew Hajn (Uniwersytet Łódzki), od 29 maja 2006 do 31 sierpnia 2006
- prof. dr hab. Antoni Hanusz (Uniwersytet Marii Curie-Skłodowskiej w Lublinie), od 29 maja 2006
- prof. dr hab. Marian Kępiński (Uniwersytet im. Adama Mickiewicza), od 29 maja 2006
- prof. dr hab. Aleksander Lichorowicz (Uniwersytet Jagielloński), od 29 maja 2006
- dr hab. Elwira Marszałkowska-Krześ prof UWr. (Uniwersytet Wrocławski), od 5 lutego 2007
- dr hab. Mariusz Muszyński prof. UKSW (Uniwersytet Kardynała Stefana Wyszyńskiego), od 5 listopada 2007
- dr hab. Stanisław Naruszewicz (Politechnika Białostocka), od 29 maja 2006 do 2 kwietnia 2008
- prof. dr hab. Konrad Nowacki (Uniwersytet Wrocławski), od 5 lutego 2007
- prof. dr hab. Włodzimierz Nykiel (Uniwersytet Łódzki), od 29 maja 2006
- prof. dr hab. Michał Seweryński (Uniwersytet Łódzki), od 1 lipca 2008
- dr hab. Zygfryd Siwik prof. UWr (Uniwersytet Wrocławski), od 29 maja 2006
- dr hab. Jarosław Warylewski prof. UG (Uniwersytet Gdański), od 28 lipca 2008 do 1 stycznia 2010

## Skład Rady Legislacyjnej XI kadencji
- prof. dr hab. Mirosław Stec (Uniwersytet Jagielloński) – Przewodniczący,
- dr hab. Maciej Kaliński, prof. UW (Uniwersytet Warszawski) – Wiceprzewodniczący,
- dr Adam Krzywoń (Uniwersytet Warszawski) – Sekretarz,
- dr hab. Tomasz Bąkowski, prof. UG (Uniwersytet Gdański),
- prof. dr hab. Marek Bojarski (Uniwersytet Wrocławski),
- dr hab. Dariusz Kijowski, prof. UwB (Uniwersytet w Białymstoku),
- dr hab. Elżbieta Kornberger-Sokołowska, prof. UW (Uniwersytet Warszawski),
- dr hab. Małgorzata Korzycka-Iwanow, prof. UW (Uniwersytet Warszawski),
- dr hab. Maria Rogacka-Rzewnicka, prof. UW (Uniwersytet Warszawski),
- dr hab. Jakub Stelina, prof. UG (Uniwersytet Gdański),
- prof. dr hab. Karol Weitz (Uniwersytet Warszawski),
- dr hab. Krzysztof Wójtowicz, prof. UWr (Uniwersytet Wrocławski),
- prof. dr hab. Anna Wyrozumska (Uniwersytet Łódzki)[5].

## Skład Rady Legislacyjnej XII kadencji
- prof. dr hab. Mirosław Stec
- dr hab. Tomasz Bąkowski, prof. UG,
- prof. dr hab. Marek Bojarski,
- dr hab. Adam Doliwa (Uniwersytet w Białymstoku),
- dr hab. Maciej Kaliński, prof. UW,
- prof. dr hab. Dariusz Kijowski,
- dr hab. Elżbieta Kornberger-Sokołowska, prof. UW,
- dr Adam Krzywoń,
- dr hab. Wojciech Orłowski (Uniwersytet Marii Curie-Skłodowskiej w Lublinie),
- dr hab. Maria Rogacka-Rzewnicka, prof. UW,
- dr hab. Jakub Stelina, prof. UG,
- prof. dr hab. Karol Weitz,
- dr hab. Marcin Wiącek (Uniwersytet Warszawski),
- prof. dr hab. Krzysztof Wójtowicz,
- prof. dr hab. Anna Wyrozumska[6].

## Skład Rady Legislacyjnej XIII kadencji
- prof. dr hab. Marek Szydło (Uniwersytet Wrocławski) – Przewodniczący,
- dr hab. Elżbieta Karska, prof. UKSW (Uniwersytet Kardynała Stefana Wyszyńskiego) – Wiceprzewodnicząca,
- dr hab. Piotr Wiórek (Uniwersytet Wrocławski) – Sekretarz,
- dr hab. Marek Dobrowolski (Katolicki Uniwersytet Lubelski),
- dr hab. Marcin Dyl, prof. UW (Uniwersytet Warszawski),
- prof. dr hab. Antoni Hanusz, Uniwersytet Marii Curie-Skłodowskiej w Lublinie,
- dr hab. Anna Hrycaj, prof. UŁa (Uczelnia Łazarskiego w Warszawie),
- dr hab. Jacek Jastrzębski, prof. UW (Uniwersytet Warszawski),
- dr hab. Czesław Kłak, prof. KPSW w Bydgoszczy (Kujawsko-Pomorska Szkoła Wyższa),
- prof. dr hab. Małgorzata Korzycka (Uniwersytet Warszawski),
- dr hab. Beata Kozłowska-Chyła (Uniwersytet Warszawski),
- prof. dr hab. Anna Łabno (Uniwersytet Śląski),
- dr hab. Maciej Marszał, prof. UWr (Uniwersytet Wrocławski),
- dr Przemysław Sobolewski (Uniwersytet Warszawski),
- prof. dr hab. Jakub Stelina (Uniwersytet Gdański),
- dr hab. Adam Szafrański (Uniwersytet Warszawski),
- dr hab. Bogumił Szmulik, prof. UKSW (Uniwersytet Kardynała Stefana Wyszyńskiego),
- dr hab. Piotr Szymaniec (Państwowa Wyższa Szkoła Zawodowa im. Angelusa Silesiusa w Wałbrzychu)
- ks. dr hab. Krzysztof Warchałowski, prof. UKSW (Uniwersytet Kardynała Stefana Wyszyńskiego),
- dr hab. Krzysztof Wiak, prof. KUL (Katolicki Uniwersytet Lubelski)[7].